# ダーレクの中へ
「ダーレクの中へ」（ダーレクのなかへ、原題: "Into the Dalek"）は、イギリスのSFドラマ『ドクター・フー』の第8シリーズ第2話。フィル・フォードとスティーヴン・モファットが脚本を執筆し、ベン・ウィートリーが監督を務めた。2014年8月30日に BBC One で初放送された。
本作では異星人のタイムトラベラー12代目ドクター（演:ピーター・カパルディ）とコンパニオンのクララ・オズワルド（演:ジェナ・ルイーズ・コールマン）が、人間のレジスタンスに捕えられた損傷したラスティという名のダーレクの体に入り込み、憎悪に塗れたダーレクという生物を善良な存在へ変えようとする。
イギリスでの非公式な放送当夜の視聴者数は520万人に達し、その晩のテレビ視聴者の24.7%を記録、2番目に多くの視聴者を獲得した番組となった。最終合計視聴者数は729万人に上った。

## 連続性
ラスティの精神に流れ込んだドクターの記憶として、「ダーレク 孤独な魂」（2005年）と「旅の終わり」（2008年）の映像が流れている。ドクターは、The Daleks（1963年 - 1964年）での惑星スカロでのダーレクとの初遭遇のことにも言及している。

## 製作
共同執筆者兼エグゼクティブ・プロデューサーのスティーヴン・モファットは、『ドクター・フー』のパソコンゲーム用のコンセプトを話し合っている際に本作のコンセプトを思いついた。
本作の台本の読み合わせは「深呼吸」と同じく2013年12月17日に行われ、撮影は2014年1月25日に開始され、「クリスマスイブの奇跡」（2011年）の撮影にも使用されたUskmouth発電所 (en) がロケ地として使用された。ニューポートのセイント・アセンやカーディフの格納庫でも撮影が行われた。通常の撮影は2014年2月18日に完了した。グレッチェン（演:ローラ・ドス・サントス）とミッシー（演:ミシェル・ゴメス）の登場するラストシーンは、「深呼吸」のラストシーンと同じ2014年5月23日に撮影された。ウィートリーの日程が合わなかったため、エンドクレジットには記載されていないもののラストシーンはいずれもレイチェル・タラレイが監督した。彼女はウィートリーと相談し、彼のアイディアを取り入れようとした。

## 放送と反応

### 放送前の漏洩
2014年7月6日、「ダーレクの中へ」を含む第8シリーズの前半5話分の台本がBBCワールドワイドのラテンアメリカ本部から漏洩し、BBCワールドワイドは同5話分のストーリーラインを公開しないよう要請した。エピソードには当初ダウンロードを妨げる不具合が起きていたが、2014年8月の第2週までにはダウンロードできるバージョンがオンラインに流出していた。

### プロモーション
本作の2つのクリップ映像がピーター・カパルディのインタビューと共に2014年8月7日にBBC News で公開された。8月25日にはドクターと単体のダーレクの遭遇を示す10秒のクリップ映像が公開され、同じクリップ映像の拡張版が8月27日に再公開された。

### レーティング
非公式の推計によると、「ダーレクの中へ」はイギリスでの本放送で520万人の視聴者を獲得し、その晩のテレビ番組では2番目に高い番組視聴占拠率（24.7%）を記録した。最終合計視聴者数は729万人に上り、その週の BBC One の番組では2番目に、全チャンネルでは9番目に多く視聴された。Audience Appreciation Index は84を記録した。
アメリカ合衆国ではBBCアメリカで放送され、視聴者数は「深呼吸」の219万人を大きく下回る122万人を記録した。

### 批評家の反応
| 専門評論家によるレビュー | 専門評論家によるレビュー |
| レビュー・スコア         | レビュー・スコア         |
| 出典                     | 評価                     |
| ------------------------ | ------------------------ |
| The A.V. Club            | B                        |
| ペースト                 | 8.4                      |
| SFX                      | [ 18 ]                   |
| TV Fanatic               | [ 19 ]                   |
| CultBox                  | [ 20 ]                   |
| IndieWire                | A                        |
| IGN                      | 8.4                      |
| ニューヨーク・マガジン   | [ 23 ]                   |
| デジタル・スパイ         | [ 24 ]                   |
| デイリー・テレグラフ     | [ 25 ]                   |

「ダーレクの中へ」はダーレクのキャラクター性などが称賛され、主に肯定的にレビューされた。デン・オブ・ギークのサイモン・ブリューは2005年の「ダーレク 孤独な魂」との類似点を指摘しつつ、「シリーズのハイライトだ」「本当に良い、本当に面白いエピソードだ」と綴った。ブリューはクララの新しいキャラクター性や、カパルディのドクターとしての参入を称賛した。ガーディアン紙は本作が予想を上回るものだったと評価し、ゾウイ・アシュトンの演じるジャーニー・ブルーのキャラクターが短期間で確立されたことと、監督ベン・ウィートリーが「真の閉所恐怖症の感覚を呼び起こした」ことを称賛した。デイリー・テレグラフのテリー・ラムセイは本作に星4つを付けてカパルディを称賛し、「善良なダーレクを信じることは難しいかも知れないが、この土曜の夜の後ではこれが良いドクターであると言うのは容易い」とコメントした。IGNもまた本作を称賛し、特に「キャラクターと共に進化した」というフォードとモファットの脚本が高く評価された。彼らは最終的に本作を「クラシックな古い敵を引き受けた面白い新しいものである」と評価し、10点満点中8.4点を付けた。
インデペンデント紙のニーラ・デブナスは本作に肯定的であり、「超大型爆弾のスペクタクルに満ちた古典的なSFアドベンチャーだ」と評価し、ドクターとクララの間の新たなダイナミクスを称賛した。Metro のティム・リューは本作を楽しんだとコメントし、クララのキャラクターの発展にも肯定的であった。また、たった1体のダーレクに焦点を当てている点で、「ダーレク 孤独な魂」以来最もダーレクの脅威を際立たせた作品になっていると述べた。デジタル・スパイのモーガン・ジェフェリーは本作が「深呼吸」よりも改善されていると感じ、「私たちの新しい主役の適切なデビューのように感じた」と述べた。彼はカパルディとコールマンのダイナミクスがクリストファー・エクルストンとビリー・パイパーのものに非常に似ているとも感じ、本作を「スマートで感動的でそして視覚的に壮観だ」と評価し、星4つを与えた。
フォーブス誌は本作に否定的な反応を示し、カパルディの本格的な初出演直後にダーレクを登場させたことを批判し、「BBCはカパルディがドクターとして公式に受け入れることに自信がないように感じられる」とコメントした。また、本作のコンセプトにも不備があると指摘した。フォーブス誌は12代目ドクターのキャラクター性を批判し、「現代のドクターは初期エピソードの怒りやすく自己中心的な初代ドクター（演:ウィリアム・ハートネル）ではない」とコメントした。しかし、彼らはクララのキャラクター性には肯定的であり、エピソード全体については「このアクションの詰まったエピソードは先週の第1話よりも私に合うようだ」と評価した。